# نورمان داون
نورمان داون (بالإنجليزية: Norman Dawn)‏ هو مخرج أمريكي، ولد في 25 مايو 1884 في الأرجنتين، وتوفي في 2 فبراير 1975 في سانتا مونيكا في الولايات المتحدة.

## وصلات خارجية
- نورمان داون على موقع IMDb (الإنجليزية)
- نورمان داون على موقع أول موفي (الإنجليزية)
- نورمان داون على موقع قاعدة بيانات الأفلام السويدية (السويدية)
- نورمان داون على موقع قاعدة بيانات الفيلم (الإنجليزية)
- نورمان داون على موقع كينوبويسك (الروسية)